# Rebel Son
Rebel Son ist der Name einer US-amerikanischen Rockabillyband. Sie setzt sich zusammen aus dem Gitarristen, Sänger und Songschreiber Lee Johnson, und dem Bassisten Dave Schneider.

## Diskografie

### Alben
- 2004: Articles of Confederation
- 2005: Choke on Smoke
- 2006: Unreconstructed
- 2007: Declaration of Disaffection
- 2008: All My Demons
- 2009: Bitch
- 2010: Outhouse of Representatives
- 2011: Guitar Man
- 2012: Queen of All Trades
- 2014: Deo Vindice
- 2016: Manwhore
- 2017: Evil Man / Standby
- 2018: To Arms
- 2020: Let's Go Where There's Booze
- 2021: I Know Some Bitches
- 2022: Graniteville

### EPs
- 2002: Cheap Demo
- 2011: Pinned Down
- 2011: Guitar Man
- 2012: House of the Rising Sun
- 2013: Out From Under You
- 2013: Drunk Out
- 2014: Bury Me in Southern Ground
- 2015: Bonnie Blue Flag
- 2017: Railroad
- 2018: Dixie Line
- 2019: Everlasting Arms
- 2020: Let's Go Where There's Booze